# Sudden Lights
Sudden Lights ist eine lettische Rock-Band. Sie vertraten Lettland beim Eurovision Song Contest 2023 in Liverpool mit ihrem Lied Aijā.

## Geschichte
Sudden Lights wurde 2012 von Andrejs Reinis Zitmanis und Mārtiņš Matīss Zemītis gegründet, während beide an der Pāvuls Jurjāns Music School in Riga studierten. Kārlis Matīss Zitmanis und Kārlis Vārtiņš kamen 2014 zur Gruppe.
2015 gewann die Gruppe den Pirmā plate Nachwuchsmusikerwettbewerb am 1. Staatsgymnasium Riga. Als Teil des Preises erhielten sie die Möglichkeit, ein Lied aufzunehmen. Daraus entstand ihr erster veröffentlichter Song Tik Savādi. Am 22. September 2017 veröffentlichte die Band ihr Debütalbum Priekšpilsētas.
Anfang 2018 nahm Sudden Lights an Supernova 2018, dem lettischen Vorentscheid für den Eurovision Song Contest 2018, teil. Dort belegten sie mit ihrem Lied Just Fine im Finale den zweiten Platz. Im gleichen Jahr waren sie als Vorband mit der lettischen Band Brainstorm auf Tour.
Am 11. Oktober 2019 erschien ihr zweites Album Vislabāk ir tur, kur manis nav. Im Februar 2020 startete die Band ihre erste Konzerttour in Lettland, die aufgrund der COVID-19-Pandemie abgebrochen werden musste. 2022 erschien das dritte Album der Band, Miljards vasaru.
2023 nahm Sudden Lights erneut am lettischen Vorentscheid für den Eurovision Song Contest, Supernova 2023, teil. Diesen konnte sie mit ihrem Lied Aijā am 11. Februar 2023 für sich gewinnen und durften so Lettland beim Eurovision Song Contest in Liverpool vertreten. Nach ihrer Teilnahme im ersten Halbfinale am 9. Mai konnten sie sich jedoch nicht für das Finale qualifizieren.

## Diskografie

### Alben
- 2017: Priekšpilsētas
- 2019: Vislabāk ir tur, kur manis nav
- 2022: Miljards vasaru

### Singles
- 2015: Tik savādi
- 2016: Priekšpilsētas valsis
- 2017: Laikmets
- 2017: Šajā sētas pusē
- 2018: Negribu piezemēties
- 2019: Dzīvnieks
- 2019: Izbēgšana
- 2019: Gaisma
- 2020: Haosā (feat. Astro’n’out)
- 2020: Elektriskā gaisma
- 2021: Klusumi
- 2021: Aizņem man vietu (feat. Annna)
- 2021: Siltas vasaras ēnā
- 2022: Laternas
- 2022: Pasaule trīc (mit ZeBrene)
- 2022: Jasmīns (feat. Zeļģis)
- 2023: Aijā
- 2023: Backwards in Time
- 2023: Mēs turpināmies
- 2023: Mūsu mīlestība
- 2023: Adata un diegs (mit Gustavo)
- 2024: Ataust rīts (mit Aminata)